# West Coast Conference
A West Coast Conference (WCC) — conhecida como California Basketball Association de 1952 a 1956 e depois como West Coast Athletic Conference até 1989 — é uma conferência atlética universitária afiliada à Divisão I da NCAA, composta por nove universidades associadas nos estados da Califórnia, Oregon e Washington.
Todos os membros plenos atuais são instituições privadas e religiosas. Sete membros são afiliados à Igreja Católica, com quatro dessas universidades sendo instituições jesuítas. Pepperdine é uma afiliada das Igrejas de Cristo. O membro mais novo da conferência, a Universidade do Pacífico (que voltou a se juntar em 2013 após uma ausência de 42 anos), é afiliada à Igreja Metodista Unida, embora seja financeiramente independente da igreja desde 1969.

## História
A liga foi fundada por cinco instituições do norte da Califórnia, quatro da área da baía de São Francisco (São Francisco, Saint Mary's, Santa Clara, San Jose State) e uma, Pacífico, de Stockton. A conferência começou como California Basketball Association, jogando sua primeira partida em 2 de janeiro de 1953. Após duas temporadas com esse nome, a conferência se expandiu para incluir as universidades Los Angeles Loyola (agora Loyola Marymount) e Pepperdine em 1955 e se tornou a "West Coast Athletic Conference" em 1956. Após mais de três décadas como WCAC, o nome foi encurtado no verão de 1989, eliminando a palavra "Athletic".
Durante a grande reviravolta nas afiliações da conferência na década de 1990, a WCC permaneceu muito estável. Antes do realinhamento de 2010 que eventualmente levou Brigham Young a ingressar na conferência, a última mudança de associação foi em 1980, quando a Universidade de Seattle deixou a conferência. Na época, apenas a Ivy League e a Pacific-10 Conference (agora a Pac-12 Conference) permaneceram inalteradas por um período maior.
A WCC participa do nível da Divisão I da NCAA e é considerada uma conferência atlética de médio porte. A conferência patrocina 15 esportes, mas não inclui o futebol americano como um deles. San Diego (Pioneer Football League) é a única universidade que tem um time de futebol americano. O resto abandonou o esporte, alguns já na década de 1940, antes da existência da conferência (Gonzaga e Portland), e um até 2003 (Saint Mary's).
Historicamente, os esportes mais fortes da WCC foram o futebol (nove campeões nacionais, incluindo títulos consecutivos de futebol feminino em 2001 e 2002) e o tênis (cinco campeões individuais e um campeão de equipe). A conferência também fez sua presença ser sentida nacionalmente no basquete masculino. San Francisco ganhou dois títulos nacionais consecutivos na década de 1950 com Bill Russell. Também digno de nota foi a corrida inspirada de Loyola Marymount para o Elite Eight em 1990 após a morte de Hank Gathers durante o Torneio da WCC daquela temporada.

Logotipo da West Coast Conference de 2011 a 2019

Mais recentemente, a ascensão de Gonzaga à proeminência nacional após ser convidado para o Torneio da NCAA todos os anos desde sua corrida de Cinderela para o "Elite Eight" em 1999 ajudou a tornar o WCC um nome conhecido. Como São Francisco foi da década de 1940 ao início da década de 1980, Gonzaga ganhou reconhecimento como uma grande potência do basquete, apesar da WCC ser uma conferência de médio porte. Gonzaga esteve em 23 torneios consecutivos da NCAA — a sequência mais longa para qualquer universidade no oeste dos Estados Unidos, a terceira maior sequência ativa e a sexta sequência mais longa da história. Eles também foram a todas as finais do Torneio da WCC, exceto uma, desde 1995, e jogaram pelo título da conferência todos os anos desde 1998. Na temporada de 2016-17, Gonzaga avançou até a final do campeonato nacional — a corrida mais profunda de um time da conferência desde que San Francisco foi a três Final Fours consecutivas de 1955 a 1957. Os Bulldogs chegaram a final novamente em 2021, desta vez entrando no jogo invictos, mas novamente perdendo, desta vez para Baylor.
Saint Mary's também deixou marcas para a conferência, já que a universidade apareceu no Torneio da NCAA em 2005, 2008, 2010, 2012, 2013, 2017, 2019 e 2021 (chegando ao "Sweet Sixteen" em 2010).
Eventualmente, com o realinhamento de 2010 abrindo novos caminhos para expansão, a WCC decidiu revisitar os planos de expansão. A conferência decidiu que só buscaria escolas particulares, mas não limitaria sua busca a instituições religiosas. Mesmo assim, as duas adições, BYU e Universidade do Pacífico, são instituições religiosas, embora o Pacífic não seja patrocinada financeiramente pela Igreja Metodista Unida desde 1969.
Em 31 de agosto de 2010, a BYU anunciou planos de se juntar a WCC para a temporada de 2011-12 em todos os esportes que a conferência oferece. A BYU se juntou à conferência em 1º de julho de 2011. A chegada da BYU deu ao WCC outra universidade com uma rica tradição de basquete. Eles foram seis vezes seguidas ao Torneio da NCAA antes de não conseguirem fazê-lo em 2013, e fizeram 26 aparições no Torneio da NCAA antes de se juntarem à conferência.
Em 27 de março de 2012, a Universidade do Pacífico, membro fundador da conferência em 1952, aceitou um convite para se juntar novamente à WCC, a partir de 1º de julho de 2013. A mudança removeu a Pacific da Big West Conference de volta à WCC, que a Pacific deixou em 1971 para perseguir seus interesses no futebol americano, que mais tarde abandonou em 1995.
A WCC se tornou a primeira conferência da Divisão I a adotar um compromisso de contratação de diversidade em toda a conferência, anunciando a "Regra Russell", baseada na Regra Rooney da NFL e nomeada em homenagem a Bill Russell. Em seu anúncio, a WCC declarou:

A "Regra Russell" exige que cada instituição membro inclua um membro de uma comunidade tradicionalmente sub-representada no grupo de candidatos finais para cada cargo de diretor atlético, administrador sênior, treinador principal e treinador assistente em tempo integral no departamento de atletismo.
Em setembro de 2021, a BYU anunciou que deixaria a WCC em 2023 para ir para a Big 12 Conference. A WCC anunciou em 19 de julho de 2022 que adicionaria o polo aquático masculino a partir de 2023–24. Os membros plenos Loyola Marymount, Pacífico, Pepperdine e Santa Clara foram acompanhados pelas afiliadas Air Force, California Baptist e San Jose State.

### Realinhamento da conferência da década de 2020
Em 22 de dezembro de 2023, a WCC anunciou que a Universidade do Estado do Oregon e a Universidade Estadual de Washington, as duas universidades deixadas para trás pelo colapso da Pac-12 Conference, se tornariam membros afiliados em todos os esportes, exceto futebol americano e beisebol, até 2025–26. Isso foi seguido em maio de 2024 com o anúncio de que a Grand Canyon University e a Universidade de Seattle se juntariam em julho de 2025, com Seattle se juntando novamente após uma ausência de 45 anos. Em 1º de outubro de 2024, Gonzaga anunciou que estava deixando a conferência para se juntar à Pac-12 como membro pleno. Em 1º de novembro de 2024, a Grand Canyon anunciou que estava recusando o convite do WCC para se juntar à conferência em 2025, em vez disso, aceitando um convite para se juntar à Mountain West Conference até 2026.

## Universidades associadas

### Membros plenos atuais
O CMI é composto inteiramente por instituições cristãs privadas, sendo todas católicas, exceto duas. A Pacific é filiada à Igreja Metodista Unida, enquanto a Pepperdine é filiada às Igrejas de Cristo .
| Instituição             | Localização         | Fundada | Juntando-se | Tipo                       | Inscrição | Doação (milhões) | Apelido           | Cores | Atual conferência |
| ----------------------- | ------------------- | ------- | ----------- | -------------------------- | --------- | ---------------- | ----------------- | ----- | ----------------- |
| Universidade de Seattle | Seattle, Washington | 1891    | 2025        | Privado Católico – Jesuíta | 7 755     | $ 241,2          | Falcões vermelhos |       | CAC               |

### Membros futuros
| Instituições                       | Locais                    | Fundado | Entrada    | Tipo                                          | Matricula | Doação (milhões) | Apelido  | Colors |
| ---------------------------------- | ------------------------- | ------- | ---------- | --------------------------------------------- | --------- | ---------------- | -------- | ------ |
| Universidade Gonzaga               | Spokane, Washington       | 1887    | 1979       | Privado Católica – Companhia de Jesus         | 7,421     | $399.6           | Bulldogs |        |
| Loyola Marymount University        | Los Angeles, California   | 1865    | 1955       | Privado Católica – Companhia de Jesus         | 8,972     | $611.3           | Lions    |        |
| Universidade do Pacífico           | Stockton, California      | 1851    | 1952; 2013 | Privado Igreja Metodista Unida                | 6,652     | $568.2           | Tigers   |        |
| Universidade Pepperdine            | Malibu, California        | 1937    | 1955       | Privado Igrejas de Cristo                     | 6,000     | $1,205           | Waves    |        |
| Universidade de Portland           | Portland, Oregon          | 1901    | 1976       | Privado Católica – Congregação de Santa Cruz  | 3,200     | $297.2           | Pilots   |        |
| Saint Mary's College of California | Moraga, California        | 1863    | 1952       | Privado Católica – Irmãos das Escolas Cristãs | 4,768     | $215             | Gaels    |        |
| Universidade de San Diego          | San Diego, California     | 1949    | 1979       | Privado Católica – Diocese                    | 7,548     | $652.5           | Toreros  |        |
| Universidade de San Francisco      | San Francisco, California | 1855    | 1952       | Privado Católica – Companhia de Jesus         | 10,017    | $478.5           | Dons     |        |
| Universidade de Santa Clara        | Santa Clara, California   | 1851    | 1952       | Privado Católica – Companhia de Jesus         | 8,300     | $1,471           | Broncos  |        |

### Membros associados
| Instituições                                | Sede                   | Fundado | Ingresso | Tipo                       | Matricula | Doações (millions) | Time     | Conferência primária | Esportes      |
| ------------------------------------------- | ---------------------- | ------- | -------- | -------------------------- | --------- | ------------------ | -------- | -------------------- | ------------- |
| United States Air Force Academy (Air Force) | USAF Academy, Colorado | 1954    | 2023–24  | Federal                    | 4,304     | $98.9              | Falcons  | Mountain West        | Polo aquático |
| California Baptist University               | Riverside, California  | 1950    | 2023–24  | Privado Batista            | 11,580    | $119.1             | Lancers  | WAC                  | Polo aquático |
| Creighton University                        | Omaha, Nebraska        | 1878    | 2010–11  | Privado Companhia de Jesus | 8,910     | $713               | Bluejays | Big East             | Remo          |
| Oregon State University                     | Corvallis, Oregon      | 1868    | 2024–25  | Pública                    | 37,121    | $819.6             | Beavers  | Pac-12               | Múltiplos     |
| California State University, Sacramento     | Sacramento, California | 1947    | 2024–25  | Pública                    | 31,181    | $92.9              | Hornets  | Big Sky              | Remo          |
| San Jose State University                   | San Jose, California   | 1857    | 2023–24  | Pública                    | 33,025    | $197.1             | Spartans | Mountain West        | Polo aquático |
| Washington State University                 | Pullman, Washington    | 1890    | 2024–25  | Pública                    | 20,976    | $1,290             | Cougars  | Pac-12               | Múltiplos     |

### Antigos membros plenos
Dos antigos membros da WCC, apenas BYU (Latter Day Saints) e Seattle (Catholic) são instituições cristãs. As outras cinco são todas universidades públicas.
| Instituições                                       | Time      | Sede                      | Fundado | Tipo                       | Matricula | Entrada | Saída | Atual Conferência |
| -------------------------------------------------- | --------- | ------------------------- | ------- | -------------------------- | --------- | ------- | ----- | ----------------- |
| Brigham Young University (BYU)                     | Cougars   | Provo, Utah               | 1875    | Privada LDS                | 34,737    | 2011    | 2023  | Big 12            |
| California State University, Fresno (Fresno State) | Bulldogs  | Fresno, California        | 1911    | Pública                    | 22,565    | 1955    | 1957  | Mountain West     |
| University of California, Santa Barbara (UCSB)     | Gauchos   | Santa Barbara, California | 1891    | Pública                    | 21,927    | 1964    | 1969  | Big West          |
| University of Nevada, Reno (Nevada)                | Wolf Pack | Reno, Nevada              | 1874    | Pública                    | 18,227    | 1969    | 1979  | Mountain West     |
| University of Nevada, Las Vegas (UNLV)             | Rebels    | Las Vegas, Nevada         | 1957    | Pública                    | 28,203    | 1969    | 1975  | Mountain West     |
| San Jose State University (SJSU)                   | Spartans  | San Jose, California      | 1857    | Pública                    | 30,448    | 1952    | 1969  | Mountain West     |
| Seattle University                                 | Redhawks  | Seattle, Washington       | 1891    | Privada Companhia de Jesus | 7,500     | 1971    | 1980  | WAC               |

### Cronograma de associação
Membros  Associados (basketball) Associados (other sports) Outra Conferência  Outra Conferência 
- Devido a limitações de espaço, as seguintes afiliações não estão vinculadas dentro da linha do tempo:
  - A Fresno State teve dupla filiação à California Collegiate Athletic Association durante sua gestão na WCAC antes de se comprometer em tempo integral com a CCAA de 1957 a 1969:
  - Pepperdine foi uma escola independente na temporada 1954-55.
  - A UC Santa Barbara se juntou ao que era então a Big West Conference em 1969. Saiu em 1974 para se tornar independente e retornou em 1976.
  - A USIU era totalmente independente após deixar a conferência do WCC, antes de abandonar todo o atletismo universitário em 1991.
  - O Oregon State e o Washington State têm um acordo de dois anos com o WCC para associações em vários esportes. Não foi anunciado em qual conferência os esportes associados participarão em 2026.

## Esportes
A West Coast Conference patrocina campeonatos em sete esportes masculinos e nove femininos sancionados pela NCAA, sendo a mais nova adição o polo aquático masculino em 2023–24.
| Esporte        | masculino | mulheres |
| -------------- | --------- | -------- |
| Beisebol       | 9         | -        |
| Basquetebol    | 11        | 11       |
| Vôlei de praia | -         | 7        |
| Pelo país      | 8         | 11       |
| Golfe          | 10        | 6        |
| Remo           | -         | 8        |
| Futebol        | 9         | 11       |
| Softbol        | -         | 6        |
| Tênis          | 8         | 9        |
| Voleibol       | -         | 11       |
| Pólo aquático  | 7         | -        |

## Instalações
| Universidade     | Arena de basquete                | Capacidade | Estádio de baseball     | Capacidade          | Estádio de futebol     | Capacidade |
| ---------------- | -------------------------------- | ---------- | ----------------------- | ------------------- | ---------------------- | ---------- |
| Gonzaga          | McCarthey Athletic Center        | 6,000      | Washington Trust Field  | 1,500               | Luger Field            | 2,000      |
| Loyola Marymount | Gersten Pavilion                 | 4,156      | George C. Page Stadium  | 1,200               | Sullivan Field         | 2,000      |
| Oregon State     | Gill Coliseum                    | 9,401      | Non-baseball member     | Non-baseball member | Paul Lorenz Field      | 1,500      |
| Pacific          | Alex G. Spanos Center            | 6,150      | Klein Family Field      | 2,500               | Knoles Field           | 600        |
| Pepperdine       | Firestone Fieldhouse             | 3,104      | Eddy D. Field Stadium   | 1,800               | Tari Frahm Rokus Field | 1,000      |
| Portland         | Chiles Center                    | 4,852      | Joe Etzel Field         | 1,000               | Merlo Field            | 4,892      |
| Saint Mary's     | University Credit Union Pavilion | 3,500      | Louis Guisto Field      | 1,000               | Saint Mary's Stadium   | 5,500      |
| San Diego        | Jenny Craig Pavilion             | 5,100      | Fowler Park             | 1,700               | Torero Stadium         | 6,000      |
| San Francisco    | War Memorial Gymnasium           | 5,300      | Dante Benedetti Diamond | 2,000               | Negoesco Stadium       | 3,000      |
| Santa Clara      | Leavey Center                    | 4,500      | Stephen Schott Stadium  | 1,500               | Buck Shaw Stadium      | 10,300     |
| Seattle          | Climate Pledge Arena             | 18,100     | Bannerwood Park         | 700                 | Championship Field     | 650        |
| Washington State | Beasley Coliseum                 | 11,671     | Non-baseball member     | Non-baseball member | Lower Soccer Field     | —          |

## Figuras notáveis do esporte
Alguns dos atletas famosos que jogaram nas universidade de WCC, além de treinadores e executivos que frequentaram as universidade de WCC, incluem:
- Basquete:
  - Mahershala Ali, ator duas vezes vencedor do Oscar que jogou basquete em Saint Mary's sob seu nome de nascimento Mahershalalhashbaz Gilmore
  - Dan Dickau, ex-jogador da NBA (2002-2008) (Gonzaga)
  - Brandon Davies, ex-jogador da NBA que atualmente joga na Liga ACB. (2009-2013) (BYU)
  - Mike Brown, Treinador da NBA (San Diego)
  - Ricardo Brown, ex-jogador da NBA, um dos 25 maiores jogadores da Associação Filipina de Basquete
  - Bill Cartwright, ex-jogador da NBA e treinador principal (San Francisco)
  - Doug Christie, ex-jogador da NBA (1993–2007) selecionado pelo Seattle SuperSonics como a 17º escolha geral no draft da NBA de 1992 (Pepperdine)
  - Matthew Dellavedova, ex-jogador da NBA por vários times (Saint Mary's)
  - Hank Gathers, jogador universitário que liderou o pais em pontuação e rebotes em 1990 antes de desmaiar e morrer durante o Torneio da WCC (Loyola Marymount)
  - Rui Hachimura, atual jogador da NBA (Gonzaga).
  - Chet Holmgren, atual jogador da NBA (Gonzaga)
  - Dennis Johnson, Membro do Hall da Fama do Basquete, ex-jogador da NBA (1976-1990), MVP das Finais da NBA de 1979 e 5 vezes selecionado para o All-Star Game. (Pepperdine)
  - K. C. Jones, ex-jogador da NBA (1958-1967), Membro do Hall da Fama do Basquete (San Francisco)
  - Corey Kispert, atual jogador da NBA  (Gonzaga)
  - Patty Mills, atual jogador da NBA (Saint Mary's)
  - Adam Morrison, ex-jogador da NBA (Gonzaga)
  - Austin Daye, ex-jogador da NBA (Gonzaga)
  - Steve Nash, Membro do Hall da Fama do Basquete, ex-jogador da NBA (1996-2014) e MVP da NBA de 2005 e 2006 (Santa Clara)
  - Andrew Nembhard, atual jogador da NBA (Gonzaga)
  - Michael Olowokandi, ex-jogador da NBA  (Pacific)
  - Kelly Olynyk, atual jogador da NBA (Gonzaga)
  - Jeremy Pargo, atual jogador da NBA (Gonzaga)
  - Filip Petrušev, jogador profissional de basquete (Gonzaga)
  - Kurt Rambis, ex-jogador da NBA (1981-1995) e ex-treinador da NBA (1999 e 2009-2011) (Santa Clara)
  - Bill Russell, Membro do Hall da Fama do Basquete (12x All-Star, 5x MVP da NBA e 11x Campeão da NBA) (San Francisco)
  - Robert Sacre, ex-jogador da NBA (Gonzaga)
  - Ken Sears, ex-jogador da NBA (1955–64), Primeiro jogador de basquete a estar na capa da Sports Illustrated. (Santa Clara)
  - Erik Spoelstra, Atual treinador do Miami Heat (Portland)
  - John Stockton, Membro do Hall da Fama do Basquete (10x All-Star e líder de assistencias e roubos de bola da história da NBA) (Gonzaga)
  - Jalen Suggs, atual jogador da NBA  (Gonzaga)
  - Drew Timme, atual jogador da G-League (Gonzaga)˜
  - Ronny Turiaf, ex-jogador da NBA (Gonzaga)
  - Courtney Vandersloot, atual jogador da WNBA (Gonzaga)
- Soccer:
  - Conor Casey, MVP da MLS Cup de 2010 e ex-atacante da Seleção dos Estados Unidos (Portland)
  - Brandi Chastain, membro da seleção dos EUA que venceu a Copa do Mundo Feminina de 1999 (Santa Clara)
  - Steve Cherundolo, Capitão do Hannover 96 e jogou três Copas do Mundo (2002, 2006, 2010) com a Seleção dos Estados Unidos (Portland)
  - John Doyle, ex-atacante da Seleção dos Estados Unidos na Copa do Mundo de 1990 (San Francisco)
  - Kasey Keller, ex-goleiro dos EUA e jogou em quatro Copas do Mundo (1994, 1998, 2002, 2006) (Portland)
  - Shannon MacMillan, membro da seleção dos EUA que venceu a Copa do Mundo Feminina de 1999 (Portland)
  - Tiffeny Milbrett, membro da seleção dos EUA que venceu a Copa do Mundo Feminina de 1999 (Portland)
  - Megan Rapinoe, membro da seleção dos EUA que venceu as Copas do Mundo Feminina de 2015 e 2019 e a medalha de ouro nas Olimpíadas de 2012 (Portland)
  - Christine Sinclair, maior artilheira de todos os tempos da Seleção Canadense (Portland)
  - Aly Wagner, membro da equipe dos EUA que ganhou o ouro nas Olimpíadas de 2004 (Santa Clara)
- Baseball:
  - Jason Bay, Novato do Ano da National League de 2004 e 3x All-Star (Gonzaga)
  - Vance Law, 1x All-Star (1988). Ex-técnico de beisebol da BYU (2000-2012). (BYU)
  - Mike Redmond, Atual treinador do Colorado Rockies (Gonzaga)
  - Theo Epstein, Sócio da Fenway Sports Group que é dona do Boston Red Sox e do Liverpool (San Diego)
  - Kris Bryant, Segunda escolha geral do draft de 2013, Novato do Ano da National League de 2015 e MVP da National League de 2016, liderando os Cubs ao título da World Series de 2016 (San Diego)
  - Ken Dayley, terceira escolha do draft de 1980, arremessou na World Series de 85 e 87 pelo St. Louis Cardinals (Portland)
- Polo aquático:
  - Terry Schroeder – Duas vezes medalhista de prata olímpica (1984 e 1988) e treinador principal da equipe masculina vencedora da medalha de prata nas Olimpíadas de 2008 (Pepperdine)[15]
  - Merrill Moses – silver medal winner at the 2008 Summer Olympics (Pepperdine)
  - Jesse Smith – silver medal winner at the 2008 Summer Olympics (Pepperdine)[15]
- Vôlei:
  - Mike Whitmarsh – vencedor de 28 eventos de vôlei de praia da AVP, bem como uma medalha de prata no esporte nas Olimpíadas de 1996 (San Diego)
  - Taylor Sander – membro da Seleção dos Estados Unidos de Voleibol. Liderou os EUA ao título da Liga Mundial de Voleibol de 2014 sendo nomeado o melhor ponta e MVP do torneio.
- Futebol Americano
  - Tony Canadeo – Green Bay Packers (1941–1944, 1946–1952). Número 3 aposentado pelos Packers, Pro Football Hall of Fame (1974). (Gonzaga)
  - Tom Fears – O primeiro jogador nascido no México a ser selecionado no draft da NFL. Quebrou o recorde de uma temporada da NFL em 1949 com 77 recepções para 1013 jardas, e novamente em 1950 com 84 recepções para 1116 jardas. Pro Football Hall of Fame (1970). (Santa Clara)
  - Pete Carroll – ex-técnico do Seattle Seahawks da NFL e da USC da NCAA. Liderou Seattle ao Super Bowl XLVIII, onde derrotou o Denver Broncos.[16] (Pacific)
  - John Fassel – Coordenador de Special Teams do Dallas Cowboys.[17] (Pacific)